# 田野アサミ
田野 アサミ（たの アサミ、1987年2月12日 - ）は、日本の女優、声優。アミューズ所属。2005年に当時の本名の田野あさ美から改名。兵庫県尼崎市出身。堀越高等学校卒業。夫は俳優の北村諒。

## 略歴
1998年に、沖縄アクターズスクール全国オーディションで、川田由起奈・上原香代子と共にグランプリを受賞。2002年に、村川絵梨（現女優）を含めた4人でボーカル＆ダンスユニットBOYSTYLEのメンバーとしてデビュー。メインボーカルを担当。
中学時代まで尼崎市在住だった。
BOYSTYLE解散後はタレント・女優・声優と幅広く活動している。2011年、テレビアニメ『トリコ』（フジテレビ・東映アニメーション制作）のリン役で声優デビュー。2012年にはプリキュアシリーズ（朝日放送・東映アニメーション制作）の9作目となる『スマイルプリキュア!』で日野あかね/キュアサニー役を演じる。あかね/キュアサニーという役は、自身の声優としてのルーツになっているという。
ラブライブ!シリーズの第2作『ラブライブ! サンシャイン!!』では、Aqoursのライバルとなる姉妹のスクールアイドルグループ・Saint Snowの姉・鹿角聖良役で出演。2017年10月より放送のテレビアニメ第2期において、2017年12月20日に、Aqoursとの合同ユニット・Saint Aqours Snow（セイント アクア スノウ）の名義でシングル『Awaken the power』をリリースすることが発表された。また、併せて2018年4月27日と28日にSaint Snow主導によるユニットライブ「Saint Snow PRESENTS LOVELIVE! SUNSHINE!! HAKODATE UNIT CARNIVAL」が開催されることが決定。妹の理亞役である佐藤日向と共に、Aqours同様の声優ユニットとして活動することとなった。
2018年7月28日、身体の不調を感じ医師の診察を受けたところ「甲状腺機能障害」と診断されたことから、8月出演予定の舞台「七つの大罪 The STAGE」を降板することを発表した。声優活動は継続する。
2021年12月13日、俳優の北村諒との結婚を発表。2022年11月末に第1子を出産したことを12月12日に発表した。

## 人物
特技は詩吟、環境柔軟性があること、ダンス。

## 出演
太字はメインキャラクター。

### バラエティ
- ブランニュー（2007年3月 - 2008年9月、テレビ東京）レポーター
- KIRA KIRA JAPON（2009年4月 - 12月、Nolife）番組ナビゲーター
- エンタメ★ジャック（2009年8月1日 - 、関西テレビ）
- うわさ体感バラエティ くちこみっ（2010年4月6日 - 9月14日、フジテレビ） - レギュラー出演
- 捨てる恋あれば拾う恋あり（2010年4月12日 - 9月20日、フジテレビ） - レギュラー出演
- 世界一受けたい授業（2010年6月12日、日本テレビ）
- Culture Journal（2010年10月6日 - 2011年1月5日）
- ナナドラ（2011年3月7日 - 終了、ディズニーチャンネル） - ゴリ（ガレッジセール）と共演
- 戦国鍋TV 〜なんとなく歴史が学べる映像〜（2011年4月 - 2012年9月、tvk他）ユイ 役
- 20マウス（2011年4月 - 10月、TBS） - MC
- プレミアの巣窟（2011年4月 - 9月、フジテレビ） - プレミアンガールズ
- MANPA（2013年4月 - 6月、読売テレビ） - 4代目MANPAちゃんガール
- ワラッチャオ!（2013年、ドックンの声）
- のりスタE-ネ!（2014年、トークンの声）

### 舞台
- スマイルプリキュア! ミュージカルショー（2012年） - 日野あかね/キュアサニー 役
- 朗読劇 しっぽのなかまたち3（2013年） - ココ / 小春 / 近藤奈々 / 安野まどか / プリンセスキャンディー役[12]
- PERSONA3 the Weird Masquerade - 桐条美鶴 役
  - 〜青の覚醒〜（2014年1月8日 - 12日、シアターGロッソ）
  - 〜群青の迷宮〜（2014年9月16日 - 23日、シアター1010）
  - 〜蒼鉛の結晶〜（2015年6月5日 - 13日、シアターGロッソ）
  - 〜藍の誓約〜 & 〜碧空の彼方へ〜（2017年4月14日 - 23日、シアターGロッソ）[13]
- コミックジャック（2014年11月、サンシャイン劇場）
- ペルソナ4 ジ・アルティメット イン マヨナカアリーナ（2014年12月19日 - 23日、東京芸術劇場 プレイハウス） - 桐条美鶴 役
- レンタル彼女（2015年10月 - 11月、笹塚ファクトリー[14]）- アサミ 役
- 舞台「黒子のバスケ」 - 相田リコ 役
  - 第1弾 THE ENCOUTER（2016年4月8日 - 24日、サンシャイン劇場）
  - 第2弾 OVER-DRIVE（2017年6月22日 - 7月9日、AiiA 2.5 Theater Tokyo / 7月13日 - 17日、森ノ宮ピロティホール）[15]
- ペルソナ4 ジ・アルティマックス ウルトラスープレックスホールド（2016年7月6日 - 10日、シアターGロッソ） - 桐条美鶴 役[16]
- 青の祓魔師 京都紅蓮篇（2016年8月、Zeppブルーシアター六本木） - 宝生蝮 役
- ミュージカル『黒執事 〜NOAH’S ARK CIRCUS〜』（2016年11月18日 - 27日、TOKYO DOME CITY HALL / 12月3日・4日、キャナルシティ劇場 / 12月9日 - 11日、尼崎市総合文化センター / 12月17日・18日、刈谷市総合文化センター アイリス大ホール） - ビースト 役
- 七つの大罪 The STAGE（2018年8月3日 - 12日、天王洲 銀河劇場 / 18日 - 20日、梅田芸術劇場 シアター・ドラマシティ） - ギーラ 役
- 星の王子さま Le Petit Prince 〜きみとぼく〜（2024年3月23日、BAROOM） - 王子 役[17]

### テレビドラマ
- ダンドリ。〜Dance☆Drill〜（2006年フジテレビ） - 石黒万里 役
- ダンドリ娘（2006年、フジテレビ）
- 山田太郎ものがたり（2007年、TBS系） - 青木結衣 役
- 瞳（2008年、NHK） - 北川由香 役
- the波乗りレストラン（2008年11月1日 - 9日、日本テレビ） - 木下真琴 役
- オーバー30（2009年1月5日 - 2月27日、CBC）- 相澤レイ 役
- 金曜プレステージ「十津川刑事の肖像」（2009年5月8日、フジテレビ） - 長井真理 役
- 夏の秘密（2009年6月1日 - 8月28日、東海テレビ） - 柴山セリ 役[18]
- 白戸修の事件簿 第1話・第2話・第8話（2012年1月27日・2月3日・3月16日、TBS） - 山霧純子 役
- ラッキーセブン 第7話（2012年2月27日、フジテレビ） - 山下さとこ 役
- 大奥〜誕生［有功・家光篇］ 第5話（2012年11月9日、TBS） - お紺 役

### 実写映画
- 折り梅（2002年） - 菅野みずほ 役
- 銀色の雨（2009年）
- TEAM NACS FILMS「N43°」（2009年）
- ラブポリス〜ニート達の挽歌〜（2012年）
- もうしません!（2015年） - 藤村葵 役  [19]
- 星くず兄弟の新たな伝説（2017年） - シンコ 役

### CM
- KDDI 着うた「街のあかり」編（2005年11月 - ）
- Friend-Ship Project〜卒業旅行編〜（2007年）
- サントリー「FINAL FANTASY VII ポーション」（2007年）
- 任天堂「wiiショッピングチャンネル」（2008年3月 - ）
- 「スクールガールストライカーズ 雪代マリ編」（2014年） - ナレーション

### PV
- Skoop On Somebody「椛 〜momiji〜」（2009年）

### Vシネマ
- 仮面ライダードライブ「シークレット・ミッション type ZERO（タイプ・ゼロ）第0話 カウントダウン to グローバルフリーズ」（2014年） - 女性アナウンサー 役

### テレビアニメ
2011年
- トリコ（リン）

2012年
- 獣旋バトル モンスーノ（ビッキー）
- スマイルプリキュア!（キュアサニー / 日野あかね、バッドエンドサニー）

2013年
- アラタカンガタリ〜革神語〜（ホニ）
- イケメン救護隊 ナースエンジェルス（アリーシャ）
- ガイストクラッシャー（金剛寺コハク）
- 銀の匙 Silver Spoon（豊西美香）
- ドリーム9 トリコ&ワンピース&ドラゴンボールZ 超コラボスペシャル!!（リン）

2014年
- ソードアート・オンライン シリーズ（2014年 - 2020年、ノリ） - 2シリーズ
- とある飛空士への恋歌（チハル・デ・ルシア）
- ハピネスチャージプリキュア!（キュアサニー）
- FAIRY TAIL（オフィウクス）
- フランチェスカ（エクソシスト）
- 闇芝居

2015年
- 新妹魔王の契約者 BURST（橘七緒）
- デュラララ!!×2 転（アンフィスバエナ）

2016年
- ラブライブ！サンシャイン!!（2016年 - 2017年、鹿角聖良） - 2シリーズ

2017年
- スクールガールストライカーズ Animation Channel（雪代マリ）

2018年
- ゾンビランドサガ（2018年 - 2021年、二階堂サキ、サキ似の子守娘） - 2シリーズ

2020年
- ゲゲゲの鬼太郎（第6作）（リカコ）
- 群れなせ!シートン学園（大狼フェリル）
- 波よ聞いてくれ（光雄の彼女）
- THE GOD OF HIGH SCHOOL ゴッド・オブ・ハイスクール（審判員P）

2021年
- マジカパーティ（2021年 - 2022年、リュウマ、リュウマ母）

2022年
- BORUTO-ボルト- NARUTO NEXT GENERATIONS（コブナ）

2023年
- ゾン100〜ゾンビになるまでにしたい100のこと〜（ゾンビィ2）

2024年
- 名探偵コナン（橘美由紀）

### 劇場アニメ
2010年代
- 映画 スマイルプリキュア! 絵本の中はみんなチグハグ!（2012年、日野あかね / キュアサニー）
- 映画 プリキュアオールスターズNewStage みらいのともだち（2012年、日野あかね / キュアサニー）
- 映画 プリキュアオールスターズNewStage2 こころのともだち（2013年、日野あかね / キュアサニー）
- 劇場版 トリコ 美食神の超食宝（2013年、リン）
- 映画 プリキュアオールスターズ 春のカーニバル♪（2015年、日野あかね / キュアサニー）
- 映画 プリキュアオールスターズ みんなで歌う♪奇跡の魔法!（2016年、日野あかね / キュアサニー）
- 映画 HUGっと!プリキュア♡ふたりはプリキュア オールスターズメモリーズ（2018年、日野あかね / キュアサニー）
- ラブライブ!サンシャイン!! The School Idol Movie Over the Rainbow（2019年、鹿角聖良）

2020年代
- BURN THE WITCH（2020年、ニニー・スパンコール）
- ゾンビランドサガ ゆめぎんがパラダイス（2025年、二階堂サキ）

### OVA
- ろぼっとアトム（2015年、ケン）
- 新妹魔王の契約者DEPARTURES（2018年、橘七緒）[37]

### Webアニメ
- BURN THE WITCH ＃0.8（2023年、ニニー・スパンコール[38]）

### ゲーム
2011年
- トリコ グルメサバイバル!（リン）

2012年
- スマイルプリキュア! レッツゴー! メルヘンワールド（日野あかね / キュアサニー）
- トリコ グルメサバイバル!2（リン）
- トリコ グルメモンスターズ!（リン）

2013年
- ガイストクラッシャー（金剛寺コハク）
- トリコ グルメガバトル!（リン）
- トリコ アルティメットサバイバル（リン）
- 桃色大戦ぱいろん / 生 / Momoiro☆Billionaire!（天分帆立） - 3作品

2014年
- ガイストクラッシャーゴッド（金剛寺コハク）
- スクールガールストライカーズ / スクールガールストライカーズ2（2014年 - 2023年、雪代マリ）
- ソードアート・オンライン コード・レジスタ（ノリ）
- バレットガールズ（早乙女陽希）

2015年
- バンドやろうぜ!（シェリー）

2016年
- あんさんぶるガールズ!!（鯱いかり）
- チェインクロニクルV〜絆の新大陸〜（“ハイテンションカウガール”ジェネシス）
- バレットガールズ2（早乙女陽希）
- ブレス オブ ファイア6 白竜の守護者たち（女性主人公）

2017年
- プリキュア つながるぱずるん（日野あかね / キュアサニー）
- ラブライブ! スクールアイドルフェスティバル（2017年 - 2018年、鹿角聖良）

2018年
- バレットガールズ ファンタジア（早乙女陽希）
- ぷちぐるラブライブ!（鹿角聖良）

2019年
- グリムノーツ（親指姫）
- グリモアA〜私立グリモワール魔法学園〜（二階堂サキ）

2020年
- ブラウンダスト（デスティニー）
- ワールドフリッパー（二階堂サキ）
- BLEACH Brave Souls（ニニー・スパンコール）

2021年
- ラブライブ!スクールアイドルフェスティバル 〜after school ACTIVITY〜 わいわい!Home Meeting!!（鹿角聖良）
- グランブルーファンタジー（2021年 - 2024年、フェディエル〈ヒト〉）

2022年
- 東方ダンマクカグラ（宮古芳香）
- 白夜極光（サディ）

2024年
- 原神（シトラリ）

2025年
- 幻想牢獄のカレイドスコープ2（巌水梓杏）

### ドラマCD
- セガ・ハード・ガールズ ドラマCD「アイドルオーディション」（2015年、ジェネシス[59]）
- スクールガールストライカーズ 〜トゥインクルメロディーズ〜 Melody Collection ボイスドラマ（2018年、雪代マリ）
- ゾンビランドサガ ドラマCD「ナイショ・ビフォア・クリスマス SAGA」（2021年、二階堂サキ[60]） - Blu-ray BOX特典CD

### ボイスコミック
- 帰ってください! 阿久津さん（2020年 - 2023年、阿久津[61]）

### 吹き替え

#### 映画
- ザ・コール 緊急通報指令室（2013年、レイア・テンプルトン）
- 美女と野獣（2014年、ヴィルジル[62]）
- ミス・リベンジ（2019年、グロリア〈ジーナ・ロドリゲス〉）
- フィアー・ストリート Part 1: 1994（2021年、ディーナ〈キアナ・マデイラ〉）[63]
- フリー・ガイ（2021年[64]）
- スクリーム（2022年、リヴ・マッケンジー〈ソニア・ベン・アマル〉）

#### ドラマ
- アソーカ（サビーヌ・レン〈ナターシャ・リュー・ボルディッツォ〉[65]）
- アメリカン・ホラー・ストーリー: アサイラム（グレース・ベルトラン〈リジー・ブロシュレ〉）
- エクスタント-インフィニティ（ルーシー〈キアシー・クレモンズ〉）
- エレメンタリー7 ホームズ&ワトソン in NY ザ・ファイナル
- ザ・フォロイング3-最終決戦-（デイジー・ロック〈ルース・カーニー〉）
- 死霊のはらわた リターンズ（ケリー・マックスウェル〈ダナ・デロレンゾ〉[66]）
- スキップ・ビート! 〜華麗的挑戦〜（琴南奏江〈ビアンカ・バイ〉）
- ストレイン シーズン2（ココ・マルシャン）
- セックス/ライフ
- バーン・ノーティス 元スパイの逆襲 ファイナルシーズン（少年時代のマイケル）
- ブラインドスポッティング（トリッシュ[67]）※Apple TV版
- ブロードチャーチ〜殺意の町〜（ダニー・ラティマー〈オスカー・マクナマラ〉）※WOWOW版
- BONES -骨は語る- シーズン8（アレクサ）
- モーツァルト・イン・ザ・ジャングル（リジー）
- ユートピア/UTOPIA（グラント）
- リーサル・ウェポン シーズン2（シェイ）
- リゾーリ&アイルズ シーズン4
- リトル・ドラマー・ガール 愛を演じるスパイ（チャーリー・ロス〈フローレンス・ピュー〉）
- レッド・エレクション（カトリーヌ〈ヴィクトリア・カルメン・ソンネ〉[68]）
- 百年の孤独（レベーカ〈アキマ〉）

#### アニメ
- スター・ウォーズ 反乱者たち（サビーヌ・レン[69]）
- スター・ウォーズ/フォース・オブ・デスティニー（サビーヌ・レン）

### スマートフォンアプリ
- 美声秘書（空風コロナ[70]）

### パチンコ・パチスロ
- モンスターハンター 月下雷鳴（アキラ）
- パチスロ ウィッチマスター（アラン・ベアード[71]）

### ASMR
- ASMR 帰ってください! 阿久津さん ヤンキー娘の恥ずかし癒しタイム（2022年、阿久津さん[72]）

### ラジオ
※はインターネット配信。
- クチ×コミ（2006年 - 2011年、RKBラジオ）
- もちこみっ!（2011年 - 、RKBラジオ）
- アキバ鋼鉄製作所（2014年 - 、アニメイトタイムズ※）[73]
- 師匠シリーズ 2017（2017年8月12日 -、JFN系列） - 歩く 役
- フランシュシュ2号の佐賀がサガであるために From ゾンビランドサガ リベンジ（2021年 - 、エフエム佐賀）[74]

### ラジオCD
- ラジオCD「フランシュシュ2号の佐賀がサガであるために From ゾンビランドサガ リベンジ」（2021年）パーソナリティ[75]

### 雑誌モデル
- melon（2002年10月 - 2004年3月） - レギュラー
- junie（2004年4月 - 2005年7月） - レギュラー
- cawaii!（2005年7月 - ）

## ディスコグラフィ

### キャラクターソング
| 発売日   | 商品名                                                                            | 歌 | 楽曲                                                                                  | 備考                                                                      |
| 2011年   | 2011年                                                                            | 2011年 | 2011年                                                                                | 2011年                                                                    |
| -------- | --------------------------------------------------------------------------------- | --- | ------------------------------------------------------------------------------------- | ------------------------------------------------------------------------- |
| 10月19日 | トリコ キャラクターコレクションIII                                                | リン（田野アサミ） | 「Ring Ring」                                                                         | テレビアニメ『トリコ』関連曲                                              |
| 2012年   |                                                                                   | |                                                                                       |                                                                           |
| 7月18日  | スマイルプリキュア！ ボーカルアルバム1〜ひろがれ！ スマイルワールド!!〜           | キュアサニー/日野あかね（田野アサミ） | 「オンリーワンダフル！」                                                              | テレビアニメ『スマイルプリキュア！』関連曲                                |
| 7月18日  | スマイルプリキュア！ ボーカルアルバム1〜ひろがれ！ スマイルワールド!!〜           | キュアハッピー（福圓美里）、キュアサニー（田野アサミ）、キュアピース（金元寿子）、キュアマーチ（井上麻里奈）、キュアビューティ（西村ちなみ）   | 「最高のスマイル」                                                                    | テレビアニメ『スマイルプリキュア！』挿入歌                                |
| 9月5日   | 満開*スマイル！/笑う 笑えば 笑おう♪                                               | スマイルプリキュア！ | 「笑う 笑えば 笑おう♪」                                                               | テレビアニメ『スマイルプリキュア！』挿入歌                                |
| 11月28日 | スマイルプリキュア！ ボーカルアルバム2 〜みんな笑顔になぁれ！〜                   | 星空みゆき（福圓美里）、日野あかね（田野アサミ）                                                                                               | 「友だち☆ジェットコースター」                                                         | テレビアニメ『スマイルプリキュア！』関連曲                                |
| 11月28日 | スマイルプリキュア！ ボーカルアルバム2 〜みんな笑顔になぁれ！〜                   | キュアサニー（田野アサミ） | 「One For All」                                                                       | テレビアニメ『スマイルプリキュア！』関連曲                                |
| 2017年   |                                                                                   | |                                                                                       |                                                                           |
| 3月22日  | ソードアート・オンライン ソングコレクションII                                     | ユウキ（悠木碧）、シウネー（嶋村侑）、ジュン（山下大輝）、テッチ（こぶしのぶゆき）、タルケン（田丸篤志）、ノリ（田野アサミ）、アスナ（戸松遥） | 「Sleepless Legend」                                                                  | テレビアニメ『ソードアート・オンラインII』関連曲                          |
| 2018年   |                                                                                   | |                                                                                       |                                                                           |
| 1月24日  | スクールガールストライカーズ 〜トゥインクルメロディーズ〜 Melody Collection       | ココナッツ・ベガ | 「サテライト・ラブ」                                                                  | ゲーム『スクールガールストライカーズ 〜トゥインクルメロディーズ〜』関連曲 |
| 8月17日  | スクールガールストライカーズ 〜トゥインクルメロディーズ〜 Melody Collection Vol.2 | ココナッツ・ベガ | 「Mystic Girl」                                                                       | ゲーム『スクールガールストライカーズ 〜トゥインクルメロディーズ〜』関連曲 |
| 8月17日  | スクールガールストライカーズ 〜トゥインクルメロディーズ〜 Melody Collection Vol.2 | 藤代渚（秋田知里）、雪代マリ（田野アサミ） | 「Horizon」                                                                           | ゲーム『スクールガールストライカーズ 〜トゥインクルメロディーズ〜』関連曲 |
| 11月21日 | DUEL GIG EXTRA                                                                    | シェリー（田野アサミ） | 「ONE WAY ROAD」                                                                      | ゲーム『バンドやろうぜ！』関連曲                                          |
| 11月28日 | 徒花ネクロマンシー                                                                | フランシュシュ | 「徒花ネクロマンシー」                                                                | テレビアニメ『ゾンビランドサガ』オープニングテーマ                        |
| 11月28日 | 光へ                                                                              | フランシュシュ | 「光へ」                                                                              | テレビアニメ『ゾンビランドサガ』エンディングテーマ                        |
| 12月21日 | ゾンビランドサガ BD第1巻特典CD                                                    | グリーンフェイス | 「ようこそ佐賀へ」                                                                    | テレビアニメ『ゾンビランドサガ』挿入歌                                    |
| 12月21日 | ゾンビランドサガ BD第1巻特典CD                                                    | グリーンフェイス | 「DEAD or RAP!!!」                                                                    | テレビアニメ『ゾンビランドサガ』挿入歌                                    |
| 12月21日 | ゾンビランドサガ BD第1巻特典CD                                                    | フランシュシュ | 「目覚めRETURNER」 「アツクナレ」                                                     | テレビアニメ『ゾンビランドサガ』挿入歌                                    |
| 2019年   |                                                                                   | |                                                                                       |                                                                           |
| 2月22日  | ゾンビランドサガ BD第2巻特典CD                                                    | フランシュシュ | 「ドライブイン鳥」 「To my Dearest」 「特攻DANCE 〜DAWN OF THE BAD〜」                | テレビアニメ『ゾンビランドサガ』挿入歌                                    |
| 4月26日  | ゾンビランドサガ BD第3巻特典CD                                                    | フランシュシュ | 「ヨミガエレ」 「FLAGをはためかせろ！」 「目覚めRETURNER（Electric Returner）」       | テレビアニメ『ゾンビランドサガ』挿入歌                                    |
| 10月15日 | 日清カレーメシ ゾンビランドサガ 特別BOXセット 特典CD                              | フランシュシュ | 「輝いて （カレーメシver.）」                                                         | 『ゾンビランドサガ』×「日清カレーメシ」コラボ曲                           |
| 11月27日 | ゾンビランドサガ フランシュシュ The Best                                          | フランシュシュ | 「徒花ネクロマンシー（Album ver.）」 「佐賀事変」 「輝いて」                          | テレビアニメ『ゾンビランドサガ』関連曲                                    |
| 2020年   |                                                                                   | フランシュシュ |                                                                                       |                                                                           |
| 9月3日   | ゾンビランドサガぴあ 特典CD                                                       | でんぱ組.inc、フランシュシュ | 「ゾンビランドDEMPA!!」                                                               | テレビアニメ『ゾンビランドサガ』関連曲                                    |
| 2021年   |                                                                                   | |                                                                                       |                                                                           |
| 5月19日  | 大河よ共に泣いてくれ/Nope!!!!!                                                    | フランシュシュ | 「大河よ共に泣いてくれ」                                                              | テレビアニメ『ゾンビランドサガ リベンジ』オープニングテーマ               |
| 5月19日  | 夢を手に、戻れる場所もない日々を/風の強い日は嫌いか？                             | フランシュシュ | 「夢を手に、戻れる場所もない日々を」                                                  | テレビアニメ『ゾンビランドサガ リベンジ』エンディングテーマ               |
| 6月25日  | ゾンビランドサガ リベンジ BD第1巻特典CD                                           | 小島食品工場スタッフ | 「イカの魂無駄にはしない〜小島食品工場株式会社社歌〜」                                | テレビアニメ『ゾンビランドサガ リベンジ』挿入歌                           |
| 6月25日  | ゾンビランドサガ リベンジ BD第1巻特典CD                                           | フランシュシュ | 「REVENGE」 「風の強い日は嫌いか？」 「目覚めRETURNER（Electric Returner Type "R"）」 | テレビアニメ『ゾンビランドサガ リベンジ』挿入歌                           |
| 6月25日  | ゾンビランドサガ リベンジ BD第1巻特典CD                                           | フランシュシュ | 「激昂サバイブ」                                                                      | テレビアニメ『ゾンビランドサガ リベンジ』挿入歌                           |
| 7月30日  | ゾンビランドサガ リベンジ BD第2巻特典CD                                           | フランシュシュ | 「ぶっちゃけてフォーユー」 「光へ」                                                   | テレビアニメ『ゾンビランドサガ リベンジ』挿入歌                           |
| 8月27日  | ゾンビランドサガ リベンジ BD第3巻特典CD                                           | フランシュシュ | 「追い風トラベラーズ」                                                                | テレビアニメ『ゾンビランドサガ リベンジ』挿入歌                           |
| 8月27日  | ゾンビランドサガ リベンジ BD第3巻特典CD                                           | フランシュシュ | 「激昂サバイブ（Complete Edition）」                                                  | テレビアニメ『ゾンビランドサガ リベンジ』関連曲                           |
| 2022年   |                                                                                   | |                                                                                       |                                                                           |
| 9月28日  | ゾンビランドサガ リベンジ フランシュシュ The Best Revenge                         | フランシュシュ | 「We are Fran Chou Chou!」 「Beginning」 「冒険ズンドコドン！」                       | テレビアニメ『ゾンビランドサガ リベンジ』関連曲                           |
| 2024年   |                                                                                   | |                                                                                       |                                                                           |
| 1月24日  | The Six Dragons' Mini Album 〜GRANBLUE FANTASY〜                                  | ウィルナス（水中雅章）、ガレヲン（三森すずこ）、フェディエル（田野アサミ）                                                                     | 「Whole Lotta Love!」 「命命讃歌」                                                    | ゲーム『グランブルーファンタジー』関連曲                                  |

### その他参加作品
| 発売日        | 商品名        | 歌                                         | 楽曲                 | 備考                                                        |
| ------------- | ------------- | ------------------------------------------ | -------------------- | ----------------------------------------------------------- |
| 2022年12月7日 | FIRST CHANNEL | AMUSE VOICE ACTORS CHANNEL                 | 「Fine! Fine!」      | YouTubeチャンネル『AMUSE VOICE ACTORS CHANNEL』テーマソング |
| 2022年12月7日 | FIRST CHANNEL | 礒部花凜、田野アサミ                       | 「シアワセノハカリ」 | YouTubeチャンネル『AMUSE VOICE ACTORS CHANNEL』関連曲       |
| 2022年12月7日 | FIRST CHANNEL | 小泉萌香、田野アサミ、富田美憂、船戸ゆり絵 | 「Weekday Dreamers」 | YouTubeチャンネル『AMUSE VOICE ACTORS CHANNEL』関連曲       |
| 2022年12月7日 | FIRST CHANNEL | AMUSE VOICE ACTORS CHANNEL                 | 「Secret Promise」   | YouTubeチャンネル『AMUSE VOICE ACTORS CHANNEL』関連曲       |

### シリーズ一覧
1. ↑  第2期『II』（2014年）、第3期後半『アリシゼーション War of Underworld』第2クール（2020年）
2. ↑  第1期（2016年）、第2期（2017年）
3. ↑  第1期（2018年）、第2期『リベンジ』（2021年）

### ユニットメンバー
1. ↑  キュアハッピー（福圓美里）、キュアサニー（田野アサミ）、キュアピース（金元寿子）、キュアマーチ（井上麻里奈）、キュアビューティ（西村ちなみ）
2. ↑  雪代マリ（田野アサミ）、居吹イミナ（小林ゆう）、不知火ハヅキ（冨岡美沙子）、東雲リョウコ（山本希望）、高嶺アコ（もものはるな）
3. 1 2 3 4 5 6 7 8 9  源さくら（本渡楓）、二階堂サキ（田野アサミ）、水野愛（種田梨沙）、紺野純子（河瀬茉希）、ゆうぎり（衣川里佳）、星川リリィ（田中美海）
4. ↑  源さくら（本渡楓）、二階堂サキ（田野アサミ）、水野愛（種田梨沙）、紺野純子（河瀬茉希）、ゆうぎり（衣川里佳）、星川リリィ（田中美海）、山田たえ（三石琴乃）
5. ↑  田野アサミ、種田梨沙、河瀬茉希、衣川里佳、田中美海、三石琴乃
6. ↑  源さくら（本渡楓）、二階堂サキ（田野アサミ）、紺野純子（河瀬茉希）、ゆうぎり（衣川里佳）、星川リリィ（田中美海）
7. ↑  源さくら（本渡楓）、二階堂サキ（田野アサミ）、水野愛（種田梨沙）、紺野純子（河瀬茉希）、ゆうぎり（衣川里佳）、星川リリィ（田中美海）、楪舞々（花澤香菜）
8. 1 2  礒部花凜、小泉萌香、佐藤日向、田野アサミ、富田美憂、船戸ゆり絵、前田佳織里、牧野由依